# Cricotus

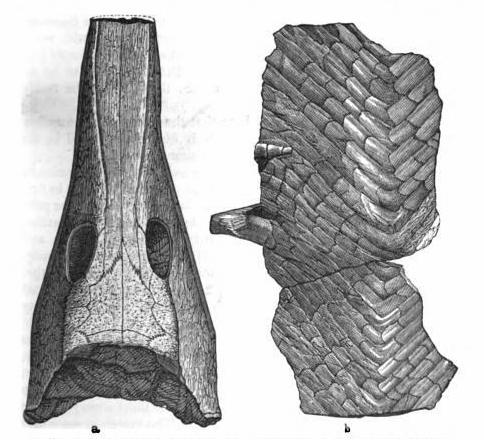
Ilustración de un cráneo y placa ósea ventral de Cricotus heteroclitus por Edward Drinker Cope.

Cricotus es un género extinto de tetrápodo reptiliomorfo del suborden Embolomeri, que habitó durante el Pérmico en América del Norte.